# Elecciones generales de Kenia de 2002
Las elecciones generales de Kenia de 2002 se realizaron el 27 de diciembre para elegir a los 210 escaños electos de la Asamblea Nacional para el período 2003-2008, y al sucesor de Daniel Arap Moi, que no se presentaba a la reelección debido al límite de dos mandatos impuesto por la constitución de 1991 (aunque para entonces ya iba por su sexto mandato). La participación electoral decreció mucho, siendo tan solo un 57.20% del electorado registrado presentando sufragio. A diferencia de las anteriores dos elecciones, que fueron también multipartidistas, esta fue considerada la primera elección libre de Kenia desde 1966.
Estos comicios fueron considerados históricos para el país. El candidato Mwai Kibaki, del Partido Demócrata, apoyado por una amplia coalición electoral conocida como Coalición Nacional del Arcoiris, obtuvo una victoria aplastante con más del 60% de los votos, superando por más de treinta puntos a Uhuru Kenyatta, de la gobernante Unión Nacional Africana de Kenia (KANU) e hijo del primer Presidente de Kenia, Jomo Kenyatta, fundador del KANU, que había convertido al país en un estado de partido único en 1969. Fue la primera vez que la KANU perdía una elección desde 1966, y la primera vez que era electoralmente desbancada del poder. El NARC también obtuvo mayoría absoluta en el legislativo con 125 escaños (más 7 de los 12 designados).
Arap Moi reconoció la derrota de su partido y entregó el cargo a Kibaki el 30 de diciembre de manera anticipada. Fue la primera transición de poder entre dos Presidentes de dos partidos políticos distintos en la historia de Kenia, y de hecho fue la primera transición pacífica del África Oriental.

## Antecedentes

### Gobierno del KANU
Tras su independencia, Kenia fue gobernada por la Unión Nacional Africana de Kenia (abreviado KANU), un partido africanista fundado por Jomo Kenyatta, que ganó las elecciones generales de 1963. Tras la disolución de la Unión Democrática Africana de Kenia (KADU) en 1964, la única fuerza opositora del país fue la Unión Popular de Kenia, una facción pro-demócrata del KANU que se separó en 1966, y que obtuvo un triunfo electoral en la elección parcial en la que Kenyatta los forzó a competir para revalidar sus escaños ese mismo año, si bien el KANU se quedó con la mayoría de los escaños. El 30 de octubre de 1969, Kenyatta ilegalizó al KPU, haciendo de Kenia un estado de partido único de facto, si bien legalmente se mantenía el multipartidismo. Durante el gobierno de Kenyatta, se recurrió a medidas no democráticas para frenar el avance opositor, ya que muchas veces el KANU se fracturó debido al creciente descontento. Kenyatta murió de un derrame cerebral en 1978, tras catorce años de presidencia, siendo sucedido por Daniel Arap Moi, su vicepresidente y antiguo miembro de la KADU.
Inicialmente, Arap Moi era sumamente popular, sobre todo después de hacer una gira por el país y reunirse con representantes de la oposición, lo que dio las primeras esperanzas de un cambio democrático en el país. Sin embargo, las realidades políticas dictaban que él seguiría siendo obediente y mantendría intacto el sistema que había heredado de Kenyatta, incluyendo los poderes casi dictatoriales investidos en la presidencia. A pesar de su popularidad, Moi era todavía demasiado débil para consolidar su poder. Desde el principio, el anticomunismo fue un tema importante del gobierno de Moi; declarándose que: "No hay espacio para los comunistas en Kenia". Esta afirmación le valió el apoyo de Occidente durante la primera mitad de su gobierno. Tras un intento de golpe de Estado, en agosto de 1982, Arap Moi formalizó el unipartidismo constitucionalmente, declarándose al KANU como único partido legal, lo que consolidó su presidencia.

### Multipartidismo
En 1991, tras el colapso del bloque soviético, el régimen de Arap Moi se enfrentó al final de la Guerra Fría y, por lo tanto, al fin de la ayuda Occidental a un régimen unipartidista y autoritario como el suyo. El 30 de diciembre de ese mismo año, anunció la legalización de los demás partidos políticos, y convocó a una elección general anticipada en 1992. Las elecciones siguieron a un período de violencia política, y el KANU impuso el miedo en la población a una caída en la inestabilidad si perdían las elecciones. Por otro lado, la oposición al gobierno estaba casi totalmente dividida: Arap Moi obtuvo tan solo el 36% de los votos en las elecciones, lo que significaba que un bloque opositor unificado hubiera logrado un 70% fácilmente. Sin embargo, su principal contrincante, Kenneth Matiba, obtuvo tan solo el 26% de los votos, permitiéndole a Arap Moi acceder a otro mandato. Lo mismo ocurrió en las elecciones de 1997. A lo largo de la década de 1990, Amnistía Internacional y las Naciones Unidas, publicaron informes sobre la corrupción y las violaciones a los derechos humanos bajo el régimen de Arap Moi. Poco antes de las elecciones, de hecho, se descubrieron las implicaciones de Arap Moi en el escándalo Goldenberg, lo que minó severamente la popularidad de su partido, ya bastante socavada.

## Campaña
A pesar de que hubo voces dentro del KANU que pidieron el retiro del límite de mandatos para permitir a Arap Moi reelegirse, los escándalos de corrupción y su extremadamente baja popularidad hicieron que el presidente decidiera no hacerlo, y en su lugar propuso al hijo de Kenyatta, Uhuru Kenyatta, como candidato del KANU. Esto provocó fricciones dentro del partido por parte de quienes se oponían a su candidatura, causando otra división del KANU. Por otro lado, el candidato del Partido Demócrata, el antes vicepresidente de Arap Moi, Mwai Kibaki, se había aliado con otros partidos para formar la Coalición Nacional del Arcoíris, (NARC) la primera coalición opositora importante de Kenia. El 17 de octubre de 2002, fue declarado candidato de la NARC por Raila Odinga, quien exclamó la declaración que posteriormente se haría famosa: Kibaki Tosha! (en suajili: Kibaki es el comienzo).
El 3 de diciembre, mientras regresaba a Nairobi desde una concentración electoral en Machakos, a 40 kilómetros de la capital, Kibaki sufrió un grave accidente de auto, al que sobrevivió por muy poco. Fue hospitalizado en Nairobi, necesitando una silla de ruedas durante toda la campaña y quedando físicamente cojo para el resto de su vida, después de sufrir fracturas. El resto de su campaña presidencial fue conducida por sus colegas de NARC en su ausencia, liderados por Odinga y Kijana Wamalwa (posterior vicepresidente) que hicieron campaña incansablemente por Kibaki después de declarar, "El capitán ha sido herido en el campo... pero el resto del equipo continuará."

## Elección presidencial
Las elecciones se realizaron el 27 de diciembre, siendo Kibaki declarado ganador con un 60% de los votos. Kenyatta obtuvo tan solo el 31%, siendo el peor resultado obtenido por el KANU en una elección general. Los demás candidatos juntos no sumaban un 7% de los votos. La participación, por otro lado, decreció bastante, no alcanzando el 60%.
| Candidato                          | Partido                                            | Votos      | %     |
| ---------------------------------- | -------------------------------------------------- | ---------- | ----- |
| Mwai Kibaki                        | Coalición Nacional del Arcoíris                    | 3.646.277  | 62.20 |
| Uhuru Kenyatta                     | Unión Nacional Africana de Kenia                   | 1.835.890  | 31.32 |
| Simeon Nyachae                     | Foro para la Restauración de la Democracia - Kenia | 345.152    | 5.89  |
| James Orengo                       | Partido Socialdemócrata de Kenia                   | 24.524     | 0.40  |
| David Ng'ethe                      | Chama Cha Uma                                      | 10.061     | 0.11  |
| Votos en blanco/anulados           | Votos en blanco/anulados                           | 114.006    | –     |
| Total                              | Total                                              | 5.975.910  | 100   |
| Votantes registrados/participación | Votantes registrados/participación                 | 10.451.150 | 57.20 |
| Fuente: IFES                       |                                                    |            |       |

## Elección legislativa
| Partido                                     | Partido                            | Votos      | %     | Escaños | +/–   | Designados |
| ------------------------------------------- | ---------------------------------- | ---------- | ----- | ------- | ----- | ---------- |
| Coalición Nacional del Arcoíris             | Partido Liberal Democrático        | 2,634,173  | 56.1  | 59      | Nuevo | 7          |
| Coalición Nacional del Arcoíris             | Partido Demócrata                  | 2,634,173  | 56.1  | 39      | 0     | 7          |
| Coalición Nacional del Arcoíris             | FORD–Kenia                         | 2,634,173  | 56.1  | 21      | +4    | 7          |
| Coalición Nacional del Arcoíris             | Partido Nacional de Kenia          | 2,634,173  | 56.1  | 6       | Nuevo | 7          |
| Unión Nacional Africana de Kenia            | Unión Nacional Africana de Kenia   | 1.361.828  | 29.0  | 64      | –43   | 4          |
| FORD–Pueblo                                 | FORD–Pueblo                        | 702.258    | 14.9  | 14      | +11   | 1          |
| FORD–Asili                                  | FORD–Asili                         | 702.258    | 14.9  | 2       | +1    | 0          |
| Safina                                      | Safina                             | 702.258    | 14.9  | 2       | –3    | 0          |
| Sisi Kwa Sisi                               | Sisi Kwa Sisi                      | 702.258    | 14.9  | 2       | Nuevo | 0          |
| Partido Shirikisho de Kenia                 | Partido Shirikisho de Kenia        | 702.258    | 14.9  | 1       | 0     | 0          |
| Otros partidos                              | Otros partidos                     | 702.258    | 14.9  | 0       | –     | 0          |
| Total                                       | Total                              | 4.698.259  | 100   | 210     | 0     | 12         |
| Votantes registrados/participación          | Votantes registrados/participación | 10.498.122 | 44.75 | –       | –     | –          |
| Fuente: Psephos, African Elections Database |                                    |            |       |         |       |            |